# 第17回全国大学サッカー選手権大会
第17回全国大学サッカー選手権大会は1968年12月14日から12月18日にかけて開催された全日本大学サッカー選手権大会である。東京教育大学が12年ぶり3回目の優勝を果たした。

## 概要
9地域の代表16校が参加した。
上位4チームには、第48回天皇杯全日本サッカー選手権大会の出場権が与えられた。

### 大会日程
- 1968年12月14日 - 1回戦
- 1968年12月15日 - 準々決勝
- 1968年12月17日 - 準決勝
- 1968年12月18日 - 決勝、三位決定戦

### 開催競技場
- 駒沢競技場（1回戦・準決勝・決勝）
- 三ツ沢球技場（1回戦・準々決勝）
- 大宮サッカー場（1回戦・準々決勝）
- 駒場サッカー場（1回戦）

## 出場大学
- 札幌大学（北海道代表・初）
- 東北学院大学（東北代表・3年連続3回目）
- 東京教育大学（関東第1代表・3年連続3回目）
- 早稲田大学（関東第2代表・3年連続3回目）
- 明治大学（関東第3代表・3年連続3回目）
- 法政大学（関東第4代表・初[1]）
- 立教大学（関東第5代表・2年連続2回目）
- 金沢大学（北陸代表・初[2]）
- 名古屋商科大学（東海第1代表・2年連続2回目）
- 中京大学（東海第2代表・3年連続3回目）
- 関西大学（関西第1代表・3年連続3回目）
- 同志社大学（関西第2代表・初）
- 大阪商業大学（関西第3代表・2年ぶり2回目）
- 広島大学（中国代表・初[3]）
- 愛媛大学（四国代表・2年連続2回目）
- 九州産業大学（九州代表・3年連続3回目）

## 試合日程・結果

### 1回戦
| 1968年12月14日 |

| 東京教育大学 | 5 - 0 | 金沢大学 |
|              |       |          |

| 大宮サッカー場 |

| 1968年12月14日 |

| 九州産業大学 | 0 - 1 | 中京大学 |
|              |       |          |

| 大宮サッカー場 |

| 1968年12月14日 |

| 同志社大学 | 0 - 3 | 法政大学 |
|            |       |          |

| 駒場サッカー場 |

| 1968年12月14日 |

| 立教大学 | 1 - 0 延長 | 東北学院大学 |
|          |            |              |

| 駒場サッカー場 |

| 1968年12月14日 |

| 早稲田大学 | 7 - 0 | 愛媛大学 |
|            |       |          |

| 三ツ沢球技場 |

| 1968年12月14日 |

| 大阪商業大学 | 6 - 1 | 名古屋商科大学 |
|              |       |                |

| 三ツ沢球技場 |

| 1968年12月14日 |

| 広島大学                                | 2 - 0 | 明治大学 |
| 得点者不明 後8分 (pen.) · 自殺点 後13分 |       |          |

| 駒沢競技場 |

| 1968年12月14日 |

| 札幌大学 | 0 - 3 | 関西大学 |
|          |       |          |

| 駒沢競技場 |

### 準々決勝
| 1968年12月15日 |

| 東京教育大学 | 4 - 0 | 中京大学 |
|              |       |          |

| 大宮サッカー場 |

| 1968年12月15日 |

| 法政大学 | 1 - 2 | 立教大学 |
|          |       |          |

| 大宮サッカー場 |

| 1968年12月15日 |

| 早稲田大学        | 2 - 1 | 大阪商業大学 |
| 得点者不明 · 田辺 |       | 得点者不明   |

| 三ツ沢球技場 |

| 1968年12月15日 |

| 広島大学    | 1 - 3 | 関西大学                                    |
| 村田 前22分 |       | 得点者不明 前32分 · 谷 後22分 · 西村 後26分 |

| 三ツ沢球技場 |

### 準決勝
| 1968年12月17日 |

| 東京教育大学            | 2 - 1 | 立教大学    |
| 柴田 前分 · 田中 後17分 |       | 日高 後10分 |

| 駒沢競技場 |

| 1968年12月17日 |

| 早稲田大学    | 2 - 3 延長 | 関西大学                                |
| 得点者不明2 , |            | 得点者不明 · 番匠 後33分 · 能勢 延前0分 |

| 駒沢競技場 |

### 三位決定戦
| 1968年12月18日 |

| 立教大学 | 3 - 2 | 早稲田大学 |
|          |       |            |

| 駒沢競技場 |

### 決勝
| 1968年12月18日 |

| 東京教育大学                          | 3 - 0 | 関西大学 |
| 山田 後17分 · 岸 後31分 · 田村 後35分 |       |          |

| 駒沢競技場 |

## 最終結果
| 第17回全国大学サッカー選手権大会 優勝チーム |
| ------------------------------------------- |
| 東京教育大学 12年ぶり3回目                  |

## 主な出場選手
- 高田静夫（東京教育大学）
- 小畑穣（明治大学）
- 松永章（早稲田大学）
- 細谷一郎（早稲田大学）